# リヒャルト・ホフマン (作曲家)
リヒャルト・ホフマン（Richard Hofmann, 1844年4月30日 - 1918年11月11日）は、ドイツの作曲家、音楽教師。ライプツィヒで活躍した。
ホフマンはデーリッチュに生まれた。父は町の音楽監督を務める人物だった。アレクサンダー・ドライショクとザーロモン・ヤーダスゾーンの下で学んだ後、ライプツィヒに落ち着き音楽教師となる。ライプツィヒ音楽院の教授として教鞭を執る傍ら、ライプツィヒ合唱協会の指揮者を務めた。
ホフマンはピアノ、弦楽器、吹奏楽器のためにおびただしい数の教育的楽曲を遺している。著作には1890年の『Katechismus der musikinstrumente』（楽器に関する問答式教授法）、1893年の『Praktische instrumentationslehre』（実用的楽器法）などがある。
著明な門人にはジョージ・ストロング、ドナルド・ヘインズ、ジーン・ポール・キュルシュタイナー、フランク・ウェルスマン、リヒャルト・ヴェッツらがいる。

## 主要作品
管弦楽曲
- 弦楽オーケストラのための『Aus der Jugendzeit』 Op.60

室内楽曲
- チェロとピアノのための3つのソナチネ Op.42
- ヴィオラ（またはフルート）とピアノのための『Sonatine für angehende Spieler』（熟達した奏者のためのソナチネ） ヘ長調 Op.46 （1885年）
- オーボエ（またはヴァイオリン）とピアノのための『2 leicht ausführbare Sonatinen』（2つのやさしいソナチネ） Op.47
- クラリネット（またはヴァイオリン）とピアノのための2つのソナチネ Op.48
- ヴァイオリンとピアノのための3つのソナチネ Op.49
- ヴァイオリンとピアノのための2つのソナチネ Op.57
- ヴァイオリンとピアノのための『Leichte Sonate』（やさしいソナタ） Op.61
- ヴァイオリンとピアノのための『Bagatellen』 Op.62
- オーボエとピアノのための『4 Stücke』（4作品） Op.81
- ヴァイオリンとチェロのための『5 Stücke』（5作品） Op.83
- 4つのヴァイオリンのための四重奏曲 Op.98
- ヴァイオリンとピアノのための『8 Vortragsstücke』（8つの演奏会用楽曲） Op.103
- ヴァイオリンとピアノのための『6 Stücke』（6作品） Op.105
- 2つのヴァイオリンとヴィオラのための三重奏曲 ト長調 Op.112
- ヴァイオリンとピアノのための『3 Stücke』（3作品） Op.118
- ヴァイオリンとピアノのための『4 Vortragsstücke』（4つの演奏会用楽曲） Op.119

ピアノ曲
- 『Heitere Gedanken』（陽気な考え） 全4曲 Op.8
- 『Tarantelle』（タランテラ） Op.9
- 『Blätter und Blüten』（葉と花） 全6曲 Op.10
- 3つのソナチネ Op.34
- 『4 Charakterstücke』（4つの性格的小品） Op.88
- 『2 Stücke in Tanzform』（舞曲の形式による2つの小品） Op.89

声楽曲
- ピアノ伴奏による『4 Lieder』（4つのリート） Op.37

## ディスコグラフィ
- 『15 Etüden』(ヴィオラのための15の練習曲) Op.87 - マルコ・ミスチャーニャ (Marco Misciagna, viola - MM02 - 2024)[2]